# شهرستان ترکلیانو
شهرستان ترکلیانو (به بلغاری: Treklyano Municipality) یک شهرستان در بلغارستان است که در استان کیوستندیل واقع شده‌است. شهرستان ترکلیانو ۲۵۷٫۸۳ کیلومتر مربع مساحت و ۶۲۹ نفر جمعیت دارد.